# Новоселица (Ужгородский район)
Новосе́лица (укр. Новоселиця) — село в Дубриничско-Малоберезнянской сельской общине Ужгородского района Закарпатской области Украины.
Население по переписи 2001 года составляло 492 человека. Почтовый индекс — 89211. Телефонный код — 3145. Занимает площадь 22,63 км².

## Известные уроженцы
- Чургович, Иван Иванович (1791—1862) — церковный, культурно-просветительский и литературный деятель XIX века, педагог, каноник, доктор богословия.